# Fred Glickman
Fred Glickman (* 22. September 1903 in Chicago; † 4. April 1981 in Los Angeles) war ein US-amerikanischer Komponist, Liedtexter und Geiger.

## Leben und Wirken
Fred Glickman besuchte zunächst die John Marshall High School in seiner Geburtsstadt Chicago, danach die Columbia School of Music und das Chicago Musical College. Er erlernte das Geigenspiel bei Harry Diamond, Ludwig Becker, Richard Czerwonky und Victor Young. Glickman spielte in Tanzbands und Symphonieorchestern, später arbeitete er für die NBC und freiberuflich für Radiosender. Als Geiger trat er häufig bei Broadway-Musicals und mit Filmstudio-Orchestern auf. Neben seiner eigenen Band und Orchester spielte er mit Künstlern wie Paul Whiteman zusammen. 1949 trat er der American Society of Composers, Authors and Publishers bei.
Gemeinsam mit Hy Heath und Johnny Lange schrieb Glickman den Song Mule Train für den Western Rauchende Pistolen (Singing Guns). 1949 veröffentlicht, wurde das Lied zu einem Nummer-eins-Hit in den Vereinigten Staaten und 1951 für einen Oscar in der Kategorie Bester Song nominiert. Weitere Songs von Glickman waren unter anderem Two Brothers, Little Old Band of Gold (1939; mit Gene Autry und Charles Newman) sowie Angel of Mine (1958).